# Abraham Vidales
Abraham Vidales Castro (Monterrey, Nuevo León; 18 de octubre de 1994) es un kickboxer mexicano que compite en la división de peso pluma de Glory Kickboxing. En diciembre de 2023, Vidales fue el kickboxer de peso superpluma #10 del mundo según Beyond Kickboxing.

## Primeros años
Nació el 18 de octubre de 1994 en la ciudad de Monterrey, Nuevo León. Desde su adolescencia, practicaba Muay Thai, para posteriormente enfocarse en el kickboxing.
Vidales es dentista de profesión, con maestría en Odontología avanzada en la Universidad Autónoma de Nuevo León (UANL).

## Carrera en kickboxing

### GLORY
El 14 de agosto de 2018 se anunció que Vidales había firmado con Glory, convirtiéndose en el primer mexicano en competir para la promoción. Hizo su debut con éxito en Glory 61: Nueva York el 2 de noviembre de 2018, ya que pudo vencer a Houssam El Kasri a mitad del primer asalto.
Vidales ganó sus siguientes tres peleas en Glory, pero fue derrotado por el ex campeón de peso pluma, Serhiy Adamchuk, el 23 de noviembre de 2019 en Glory 72: Chicago, quien lo detuvo en el tercer y último asalto de la pelea.
Vidales se enfrentó a Amine Ballafrikh por el campeonato de peso pluma de TRIUNMPHANT el 12 de junio de 2021 en TRIUMPHANT 11. Ganó la pelea y el título por nocaut técnico en el cuarto asalto.
Vidales desafió al campeón de peso pluma de Glory, Petpanomrung Kiatmuu9, el 8 de octubre de 2022 en Glory: Collision 4. Perdió la pelea por decisión unánime.
Vidales se enfrentó a Tomás Aguirre el 28 de enero de 2023 en Glory Rivals 5 en lo que fue la primera vez que Glory albergaba un evento en México. Ganó la pelea por decisión unánime.
Vidales se enfrentó a Ahmad Chikh Mousa el 4 de noviembre de 2023 en Glory: Collision 6. Ganó la pelea por nocaut técnico en el primer asalto.
Vidales fue programado para enfrentar al ex campeón de peso ligero de RISE Kento Haraguchi en la ronda final de RISE WORLD SERIES 2023 el 16 de diciembre de 2023. Perdió la pelea por nocaut en el segundo asalto.
Vidales se enfrentó a Miguel Trindade el 20 de julio de 2024 en Glory 93. Perdió la pelea por decisión unánime.

## Campeonatos y logros
- International Sport Kickboxing Association
  - Campeonato de peso welter de ISKA Muay Thai México 2018
- Triumphant Combat Sports
  - Campeonato de peso pluma de TRIUMPHANT

## Récord en Kickboxing
| Récord en Muay Thai y Kickboxing                          | Récord en Muay Thai y Kickboxing | Récord en Muay Thai y Kickboxing | Récord en Muay Thai y Kickboxing                      | Récord en Muay Thai y Kickboxing | Récord en Muay Thai y Kickboxing | Récord en Muay Thai y Kickboxing | Récord en Muay Thai y Kickboxing |
| --------------------------------------------------------- | -------------------------------- | -------------------------------- | ----------------------------------------------------- | -------------------------------- | -------------------------------- | -------------------------------- | -------------------------------- |
| 20 Victorias (16 (T)KO's), 5 Derrotas                     |                                  |                                  |                                                       |                                  |                                  |                                  |                                  |
| Fecha                                                     | Resultado                        | Oponente                         | Evento                                                | Localización                     | Método                           | Ronda                            | Tiempo                           |
| 2025-05-23                                                | Victoria                         | Ethan Geffen                     | Kingdom Fight 21                                      | Monterrey, México                | TKO (golpes)                     | 3                                | 1:05                             |
| 2024-12-21                                                | Derrota                          | Chadd Collins                    | GLORY RISE Featherweight Grand Prix, Cuartos de final | Chiba, Japón                     | Decisión (unánime)               | 3                                | 3:00                             |
| 2024-07-20                                                | Derrota                          | Miguel Trindade                  | Glory 93                                              | Róterdam, Países Bajos           | Decisión (unánime)               | 3                                | 3:00                             |
| 2023-12-16                                                | Derrota                          | Kento Haraguchi                  | RISE World Series 2023 - Final Round                  | Tokio, Japón                     | KO (Right cross)                 | 2                                | 1:49                             |
| 2023-11-04                                                | Victoria                         | Ahmad Chikh Mouse                | Glory: Collision 6                                    | Arnhem, Países Bajos             | TKO (golpes)                     | 1                                | 1:13                             |
| 2023-01-28                                                | Victoria                         | Tomás Aguirre                    | Glory Rivals 5                                        | Tulum, México                    | Decisión (unánime)               | 3                                | 5:00                             |
| 2022-10-08                                                | Derrota                          | Petpanomrung Kiatmuu9            | Glory: Collision 4                                    | Arnhem, Países Bajos             | Decisión (unánime)               | 5                                | 3:00                             |
| Por el Campeonato Peso Pluma de Glory.                    |                                  |                                  |                                                       |                                  |                                  |                                  |                                  |
| 2022-05-20                                                | Victoria                         | Denkornburi Liang.Prasert        | Fighter X                                             | Pattaya, Tailandia               | KO (Left hook to the body)       | 2                                | 1:50                             |
| 2021-06-12                                                | Victoria                         | Amine Ballafrikh                 | TRIUMPHANT 11                                         | Miami, Estados Unidos            | TKO                              | 4                                | —                                |
| Gana el título de peso pluma de Triumphant.               |                                  |                                  |                                                       |                                  |                                  |                                  |                                  |
| 2019-11-23                                                | Derrota                          | Serhiy Adamchuk                  | Glory 72: Chicago                                     | Chicago, Estados Unidos          | TKO (Referee Stoppage)           | 3                                | 1:27                             |
| 2019-09-28                                                | Victoria                         | Justin Greskiewicz               | Glory 68: Miami                                       | Miami, Estados Unidos            | TKO (4 Knockdowns)               | 3                                | 1:26                             |
| 2019-07-05                                                | Victoria                         | Trevor Ragin                     | Glory 67: Orlando                                     | Orlando, Estados Unidos          | Decisión (unánime)               | 3                                | 5:00                             |
| 2019-02-01                                                | Victoria                         | Dimitre Ivy                      | Glory 63: Houston                                     | Houston, Estados Unidos          | TKO                              | 2                                | 2:34                             |
| 2018-11-02                                                | Victoria                         | Houssam El Kasri                 | Glory 61: New York                                    | Nueva York, Estados Unidos       | TKO                              | 1                                | 1:48                             |
| 2018-05-31                                                | Victoria                         | —                                | —                                                     | México                           | TKO (body Kick)                  | 1                                | 2:00                             |
| 2018-03-08                                                | Victoria                         | Luis Martínez                    | —                                                     | México                           | —                                | —                                | —                                |
| 2017-02-16                                                | Victoria                         | Alexis Padilla                   | Iron Fist                                             | Xalapa, México                   | TKO (Corner stoppage)            | 3                                | —                                |
| Ganó el título mexicano de peso welter de ISKA Muay Thai. |                                  |                                  |                                                       |                                  |                                  |                                  |                                  |
| 2017-09-28                                                | Victoria                         | David Mota                       | Kingdom Fight                                         | Monterrey, México                | KO (Low Kick)                    | 1                                | —                                |
| 2017-04-28                                                | Victoria                         | Eduardo Quintero                 | Kingdom Fight                                         | México                           | Decisión                         | 5                                | 3:00                             |
| 2016-09-24                                                | Victoria                         | Daniel Rico                      | YOKKAO Next Generation                                | Xalapa, México                   | —                                | —                                | —                                |
| 2016-09-02                                                | Victoria                         | Omar Vela                        | Kingdom Fight                                         | Monterrey, México                | Decisión                         | 5                                | 3:00                             |
| 2016-06-03                                                | Victoria                         | Yair Ortiz                       | Impacto Total XI                                      | Saltillo, México                 | TKO                              | 1                                | —                                |
| 2016-05-13                                                | Victoria                         | —                                | Kingdom Fight                                         | Monterrey, México                | —                                | —                                | —                                |
| 2016-04-06                                                | Victoria                         | —                                | —                                                     | México                           | —                                | —                                | —                                |